# Placosaris subfuscalis
Placosaris subfuscalis là một loài bướm đêm trong họ Crambidae.